# Serixia cheesmani
Serixia cheesmani là một loài bọ cánh cứng trong họ Cerambycidae.